# Rosvitha Okou
Rosvitha Okou (née le 5 septembre 1986 à Gagnoa) est une athlète franco-ivoirienne, qui représente la Côte d’Ivoire, spécialiste des haies. Elle a participé à l'épreuve des 100 mètres haies lors des Jeux olympiques d'été de 2012.

## Palmarès
| Date | Compétition            | Lieu        | Résultat | Épreuve     | Temps   |
| ---- | ---------------------- | ----------- | -------- | ----------- | ------- |
| 2012 | Championnats d'Afrique | Porto Novo  | 6e       | 100 m haies | 13 s 74 |
| 2014 | Championnats d'Afrique | Marrakech   | 2e       | 100 m haies | 13 s 26 |
| 2015 | Jeux africains         | Brazzaville | 4e       | 100 m haies | 13 s 32 |
| 2015 | Jeux africains         | Brazzaville | 3e       | 4 x 100 m   | 43 s 98 |
| 2018 | Championnats d'Afrique | Asaba       | 3e       | 100 m haies | 13 s 39 |
| 2018 | Championnats d'Afrique | Asaba       | 2e       | 4 x 100 m   | 44 s 40 |